# Deconstructeam
Deconstructeam es una empresa española desarrolladora de videojuegos pertenecientes al género independiente, posee uno de los únicos estudios de desarrollo independiente ubicados en la Comunidad Valenciana.

## Historia
La empresa fue Fundada en marzo del año 2012 por Jordi de Paco, la empresa obtuvo reconocimiento en el año 2014 por el desarrollo del videojuego Gods Will Be Watching. Posteriormente en el año 2018 desarrollarian la entrega del género de aventura gráfica llamada The Red Strings Club, ambos publicados por la empresa Devolver Digital, que se convirtió en su editor después de la 26ª edición del videojuego Ludum Dare. La compañía aceleró notablemente su trabajo después de ese momento, alcanzando más de 20,000 € solo en la plataforma de micromecenazgo Indiegogo y convirtiéndose en una de las compañías de videojuegos independientes más cotizadas de la comunidad Valenciana, a mediados y finales del año 2010.

## Videojuegos desarrollados
- Gods Will Be Watching (2014)
- The Red Strings Club (2018)
- Atticus VII
- Underground Hangovers
- Dungen Dogan's Cursed Crew
- Ages of Irving
- Newbie Conviction
- Fear Syndicate Thesis
- Deconstructorium
- Q.S.U.D.I.
- A Heart for Dimitri
- Dan and the Stone Mask
- Interview with the Whisperer
- Essays on Empathy (2021)
- The Cosmic Wheel Sisterhood (2023)
- Many Nights a Whisper (2025)